# José Félix de Restrepo
José Félix de Restrepo, né le 20 novembre 1760 à Sabaneta (Antioquia) et mort le 23 septembre 1832 à Bogota, est un pédagogue, magistrat et juriste colombien de l'époque de la guerre d'indépendance.

## Fonctions exercées
- Directeur de l'imprimerie départementale ;
- Directeur du journal officiel d'Antioquia ;
- Député ;
- Président du Congrès ;
- Membre de la confrérie de Buga ;
- Membre du Collège provincial d'Antioquia (aujourd'hui l'université d'Antioquia).